# Мальцев, Евдоким Егорович
Евдоки́м Его́рович Ма́льцев (2 (15) июля 1910, деревня Лутошкино Лебедянского уезда Тамбовской губернии, ныне Краснинский район, Липецкая область — 20 марта 1981, Москва) — политический работник советских Вооружённых сил, генерал армии (1973).

## Биография
Родился в семье крестьянина, погибшего во время гражданской войны. Трудился с 16 лет на родине: подручный плотника в строительной артели, строитель, секретарь сельсовета.
В 1930 году окончил Орловскую школу розыскных работников и три года работал агентом уголовного розыска в родном районе. С апреля 1933 года — в Красной Армии.
В 1935 году окончил Полтавскую военно-политическую школу. Начал службу политруком стрелковой роты в частях Киевского военного округа. В условиях сталинских репрессий стремительно повышался в должностях, с 1937 года был комиссаром стрелкового полка, с 1938 года — комиссаром 72-й стрелковой дивизии (г. Хмельник, Винницкая область), имея при этом звание всего лишь старшего политрука (соответствовало общевойсковому званию капитан). С конца 1939 года — комиссар 74-й стрелковой дивизии, в этой должности участвовал в советско-финской войне.

## Великая Отечественная война
В Великую Отечественную войну вступил в первый день в той же должности в составе войск Южного фронта. В первый год войны участвовал в оборонительных боях в Молдавии, в Северном Причерноморье, в Донбассе, а также в Барвенково-Лозовской операции. В конце 1941 года стал начальником политотдела 12-й армии Юго-Западного фронта.
С августа 1942 года — член Военного совета 47-й армии Заказвказского фронта, участвовал в битве за Кавказ. С марта 1943 года — член Военного совета 56-й армии Северо-Кавказского фронта, участвовал в Новороссийско-Таманской операции. С ноября 1943 года — член Военного совета Приморской армии. В декабре того же года направлен на курсы политработников при Военной академии имени М. В. Фрунзе, которые окончил в апреле 1944 года.
С мая 1944 года — член Военного совета 21-й армии, в составе которой воевал до конца войны. В составе армии сражался на Ленинградском, 3-м Белорусском, 1-м Украинском фронтах. Участвовал в Выборгско-Петрозаводской и Висло-Одерской операциях. В годы войны долгое время воевал вместе с А. А. Гречко, Р. Я. Малиновским и Л. И. Брежневым, что, вероятно, сыграло положительную роль в его послевоенной карьере.
После Победы над Германией направлен на Дальний Восток и в июне 1945 года назначен членом Военного совета 15-й армии 2-го Дальневосточного фронта. Участвовал в Маньчжурской наступательной операции в августе 1945 года.

## Послевоенное время
После войны член Военного совета армии, заместитель командующего армией по политической части. Окончил Высшие курсы усовершенствования политического состава в 1947 году, Высшую военную академию имени К. Е. Ворошилова в 1954 году.
Последовательно был членом Военного совета — начальником политуправления Туркестанского военного округа с 1957 года, Прибалтийского военного округа с июня 1960 года, Прикарпатского военного округа с мая 1965 года, с 1967 года — Группы советских войск в Германии. С 1971 года до конца жизни — начальник Военно-политической академии имени В. И. Ленина. Воинское звание генерал армии присвоено 3 ноября 1973 года.
Был депутатом Верховного Совета СССР 5-го (1958—1962) и 8-го (1970—1974) созывов. Автор мемуаров.
Жил в Москве. Скончался 20 марта 1981 года. Похоронен на Новодевичьем кладбище.

## Награды
- Орден Ленина
- Орден Октябрьской Революции (14.07.1980)[1];
- Шесть орденов Красного Знамени (13.12.1942, 22.06.1944, 6.04.1945, 8.09.1945, 28.10.1950, 15.11.1950);
- Орден Отечественной войны I степени (25.10.1943);
- Орден «За службу Родине в Вооружённых Силах СССР» III степени (30.04.1975);
- Медаль «За боевые заслуги» (03.11.1944);
- Медаль «За оборону Кавказа» (01.05.1944);
- Медаль «За освобождение Праги» (09.06.1945)
- другие медали

Иностранные ордена и медали
- Боевой орден «За заслуги перед народом и Отечеством» в золоте (ГДР)
- Орден Народной Республики Болгария II степени (Болгария, 14.09.1974)
- Офицерский крест ордена Возрождения Польши (Польша, 6.10.1973)
- Орден «За боевые заслуги» (Монголия, 6.07.1971)
- Медаль «За заслуги перед Национальной Народной Армией» в золоте (ГДР)
- Медаль «Братство по оружию» (ГДР)
- Медаль «100 лет Освобождения Болгарии от османского рабства» (Болгария)
- Медаль «90 лет со дня рождения Георгия Димитрова» (Болгария, 23.02.1974)
- Медаль «50 лет Коммунистической Партии Чехословакии» (ЧССР)
- Медаль «За укрепление дружбы по оружию» в золоте (ЧССР, 20.03.1970)
- Медаль «За участие в боях за Берлин» (Польша)
- Медаль «50 лет Монгольской Народной Армии» (Монголия, 15.03.1971)
- Медаль «50 лет Монгольской Народной Революции» (Монголия, 16.12.1971)
- Медаль «30 лет Победы над милитаристской Японией» (Монголия, 1975)
- Медаль «40 лет Халхин-Гольской Победы» (Монголия, 26.11.1979)
- Медаль «20-я годовщина Революционных Вооружённых сил Кубы» (Куба)

## Воинские звания
- Полковой комиссар (был в этом звании в 1942)
- Полковник (1942)
- Генерал-майор (27.06.1945)
- Генерал-лейтенант (18.02.1958)
- Генерал-полковник (25.10.1967)
- Генерал армии (3.11.1973)

## Сочинения
- Мальцев Е. Е. В годы испытаний. — М.: Воениздат, 1979. — 319 с., портр., ил. — (Военные мемуары).
- Мальцев Е. Е. Партийно-политическая работа в армейских оборонительных операциях. // Военно-исторический журнал. — 1977. — № 7. — С.28-36.